# Khalla Patera
La Khalla Patera è una struttura geologica della superficie di Io.